# Gabriel
Gabriel (hebreo:גבריאל Gaḇrīʾēl, griego: Γαβριήλ Gabriél, latín: Gabriel) es un nombre teofórico de pila de varón. Su variante femenina es Gabriela.
Es por antonomasia el nombre del arcángel Gabriel y es la Biblia donde se toma su etimología y significado, por lo tanto tiene una connotación religiosa y tradicionalista.

## Antroponimia
El nombre Gabriel es un compuesto formado por Gabry (גברי Gbry) cuya raíz es Gbr (גבר Gueber "varón adulto/guerrero") o (גבר Gaber "fuerza/vigor") más el sufijo Ēl (אל) que en la cultura judía es un título para Yahveh y significa Dios/poderoso. Por lo que se ha interpretado como "hombre/fuerza de Dios" o de manera inversa "Dios es mi fuerza/guerrero".
El capítulo 8 de Daniel se ha usado como contexto;

Y aconteció que mientras yo Daniel consideraba la visión y procuraba comprenderla, he aquí se puso delante de mí uno con apariencia de 'hombre' (גבר Gbr). Y oí una voz de  'hombre' (גבר Gbr) entre las riberas del Ulai, que gritó y dijo: Gabriel (גבריאל GbryĒl) , enseña a éste la visión.
Daniel 8:15-16

## Religiones abrahámicas
En el Tanaj del judaísmo, Gabriel es responsable de interpretar las visiones de Daniel. De hecho, en todo el Tanaj, Gabriel solo es mencionado en Libro de Daniel, estos son los primeros casos de un ángel con nombre (Gabriel y Miguel).
En el cristianismo, el arcángel Gabriel se le aparece a Zacarías y anuncia el nacimiento de Juan, tiempo después se le aparece a María y anuncia el nacimiento de Jesús. 
En el Islam, Alá reveló el Corán a Mahoma a través del ángel Gabriel.

## En otros idiomas
- Árabe: جبريل (Jibril, Yibril o Djibril)
- Aragonés: Grabiel
- Bielorruso: Гаўрыла
- Búlgaro: Гавраил (Gavrail), Гаврило (Gavrilo)
- Catalán: Gabriel, Biel
- Japonés: ガブリエル (Gaburieru)
- Checo: Gabriel
- Eslovaco: Gabriel
- Español: Gabriel
- Euskera: Gabirel
- Finés: Kaapo, Kaappo, Kaapro
- Francés: Gabriel
- Idioma gallego: Gabriel
- Georgiano: გაბრიელი (Gabrieli)
- Griego: Γαβριήλ (Gavriil)
- Hebreo: גַּבְרִיאֵל (Gavriʼel)
- Húngaro: Gábor
- Inglés: Gabriel
- Irlandés: Gabriel, Gaibrial
- Italiano: Gabriele
- Latín: Gabriel
- Lituano: Gabrielius
- Maltés: Grabiel, Gabrijel
- Polaco: Gabriel
- Portugués: Gabriel
- Rumano: Gabriel, Gabi, Gavriil
- Ruso: Гавриил (Gavriil), Гаврил (Gavril), Гаврила (Gavrila); diminutivos: Gavrik, Gavryusha
- Serbio: Гаврило (Gavrilo)

## Femenino
- Todas las páginas que comienzan por «Gabriel».